# Ян Карцан
Ян Карцан (біл. Ян Карцан, ?, Величка - 1611) - друкар та книговидавець

## Життєпис
Ян Карцан народився у Величках. Був протестантом. Друкарське ремесло вивчав у Кракові.
З 1576 року - друкар у містечку Лоск, працював у магната Яна Кишки, де видав 7 або 8 книг польською та латинською мовами. Серед них - «Про найважливіші положення християнської віри» Симона Будного (1576), «Про вдосконалення Речі Посполитої» А.Фрича-Моджевського (1577), а також твір Цицерона «Про обов'язки».
У 1580-1611 роках працював у Вільно, де видав більше 100 книг польською, латинською та грецькою мовами, в тому числі твори світського характеру: Цицерона, Йосипа Флавія, Геліодора, Еразма Ротердамського.
Також видавав навчальні книжки («Буквар» польської мови, 1599, підручник з арифметики «Алгоритм» (1602), укладений Бернардом Воєвудком тощо), медичні книжки, календарі.
В умовах гострої релігійної полеміки видавав твори як реформаторських авторів (А. Волана, Ригора з Жорнівця, С.Судовського), так і католицьких (А. Юргевича, Посевіна).
Його книги відзначались високим рівнем друкарського мистецтва.
Після смерті Яна Карцана власником друкарні став його син Юзеф Карцан, який прийняв католицтво і змінив видавничу політику.